# Ruhr-Viadukt (Witten)
Der Ruhr-Viadukt in Witten überspannt als Eisenbahnbrücke die Ruhr in Nordrhein-Westfalen, Deutschland.
Als ein „Viadukt wie aus dem Bilderbuch“ bezeichnet die Route der Industriekultur das Bauwerk. Der Internetführer baukunst-nrw ist der gleichen Meinung. Die mit Naturstein verkleidete Beton-Bogenbrücke überspannt auf einer Länge von 716 Metern mit 20 Bögen das Ruhrtal. Die Strecke verläuft über das Viadukt in einem Bogen mit einem Radius von minimal 500 Metern. Bei einer Breite von 8,2 Metern bedeckt das Bauwerk eine Fläche von 5.877 Quadratmetern. Der Bau des Viaduktes begann 1913 zeitgleich mit der Eisenbahnstrecke von Witten nach Schwelm und konnte 1916 abgeschlossen werden. Durch den Ersten Weltkrieg und die anschließende Ruhrbesetzung verzögerte sich die weitere Bautätigkeit. Am 4. Oktober 1926 wurde zunächst der Abschnitt Witten Hauptbahnhof – Wengern Ost eröffnet. Zunächst diente der Viadukt nur dem Güterverkehr; ab 1934 überquerten ihn auch Personenzüge auf der endgültig fertig gestellten Bahnstrecke Witten–Schwelm, für die er ursprünglich gebaut wurde. Die Höhenlage des Bauwerks über der Ruhr wurde durch diese heute nicht mehr bestehende Strecke bestimmt, da für eine einfache Anbindung des Wittener Hauptbahnhofs an die auf dem gegenüberliegenden Ruhrufer verlaufende Ruhrtalbahn eine deutlich niedrigere Brücke ausgereicht hätte. Die Ruhrtalbahn wurde über eine erst später gebaute Streckenverbindung nach Wengern angebunden. Die Baukosten betrugen etwa 22,7 Mio. Mark (in heutiger Kaufkraft rund 83 Mio. Euro).
Die Brücke stieß in der Planungsphase auf breiten Widerstand in der Bevölkerung, die sie als Verschandelung der Landschaft ablehnte. Der Protest konnte die Brücke zwar nicht verhindern, erreichte aber, dass das Bauwerk mit Naturstein verkleidet wurde. Die kurz vor Ende des Zweiten Weltkrieges drohende Sprengung (Verbrannte Erde) wurde durch Eingreifen einiger Eisenbahner verhindert. Heute wird der Viadukt nur noch von Güterzügen zwischen Witten und Hagen befahren – die Strecke nach Schwelm ist seit 1983 stillgelegt, der reguläre Personenverkehr zwischen Witten und Hagen-Vorhalle ruht seit 1986. Gelegentlich verkehren jedoch auch Personenzüge über den Viadukt, wenn die Bahnstrecke zwischen Witten und Hagen (Teil der Stammstrecke der ehemaligen Bergisch-Märkischen Eisenbahn-Gesellschaft) wegen Bauarbeiten gesperrt ist.
Der Ruhr-Viadukt endet auf der Wittener Nordseite mit drei Stahlbögen, wofür verschiedene rein spekulative Erklärungen im Umlauf sind. Nach neueren Erkenntnissen soll der Bau der Stahlbögen nach einer Änderung der ursprünglichen Planung durch das Dortmunder Stahlbau-Unternehmen Aug. Klönne als Kompensationsgeschäft ausgeführt worden sein.

## Weitere Bilder

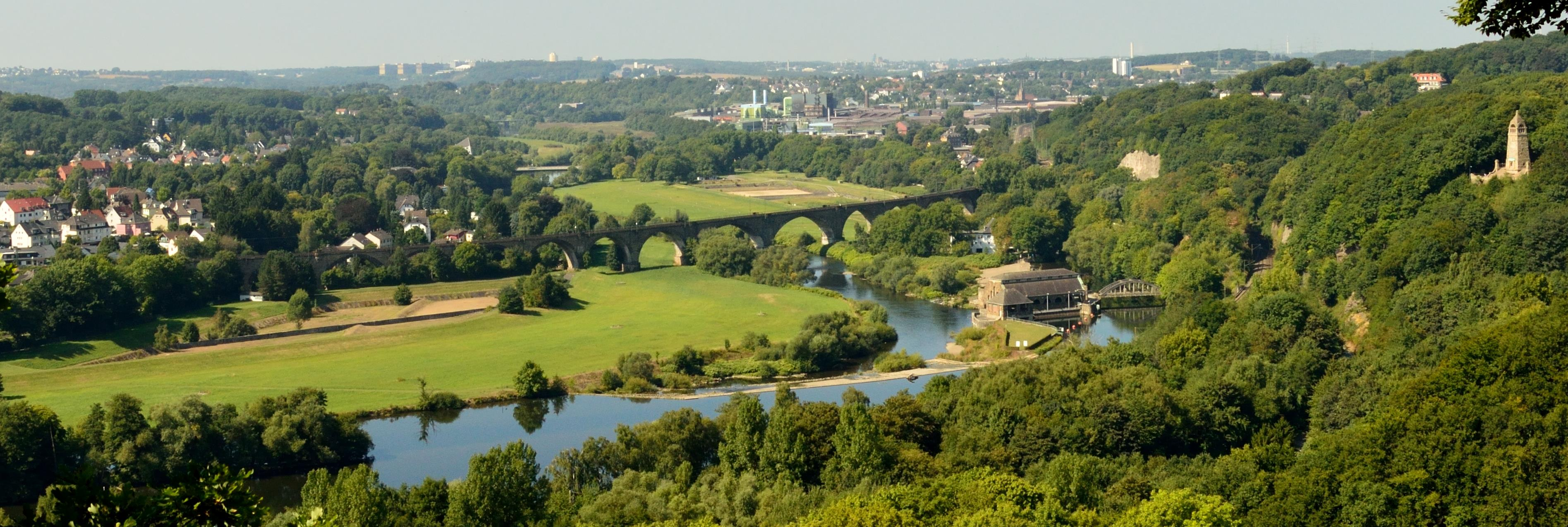
Ruhrtal mit Viadukt
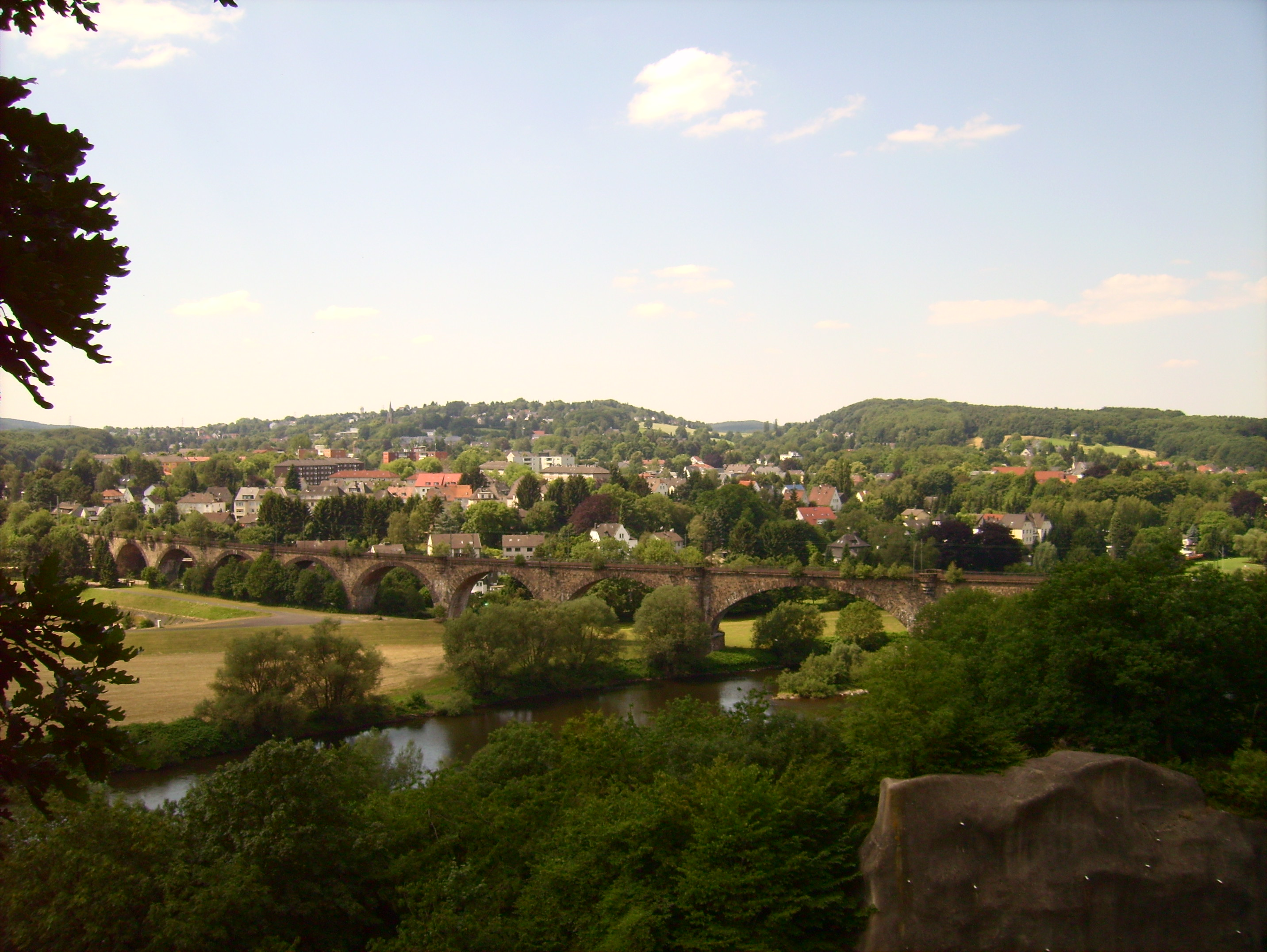
Blick in Richtung Witten-Bommern
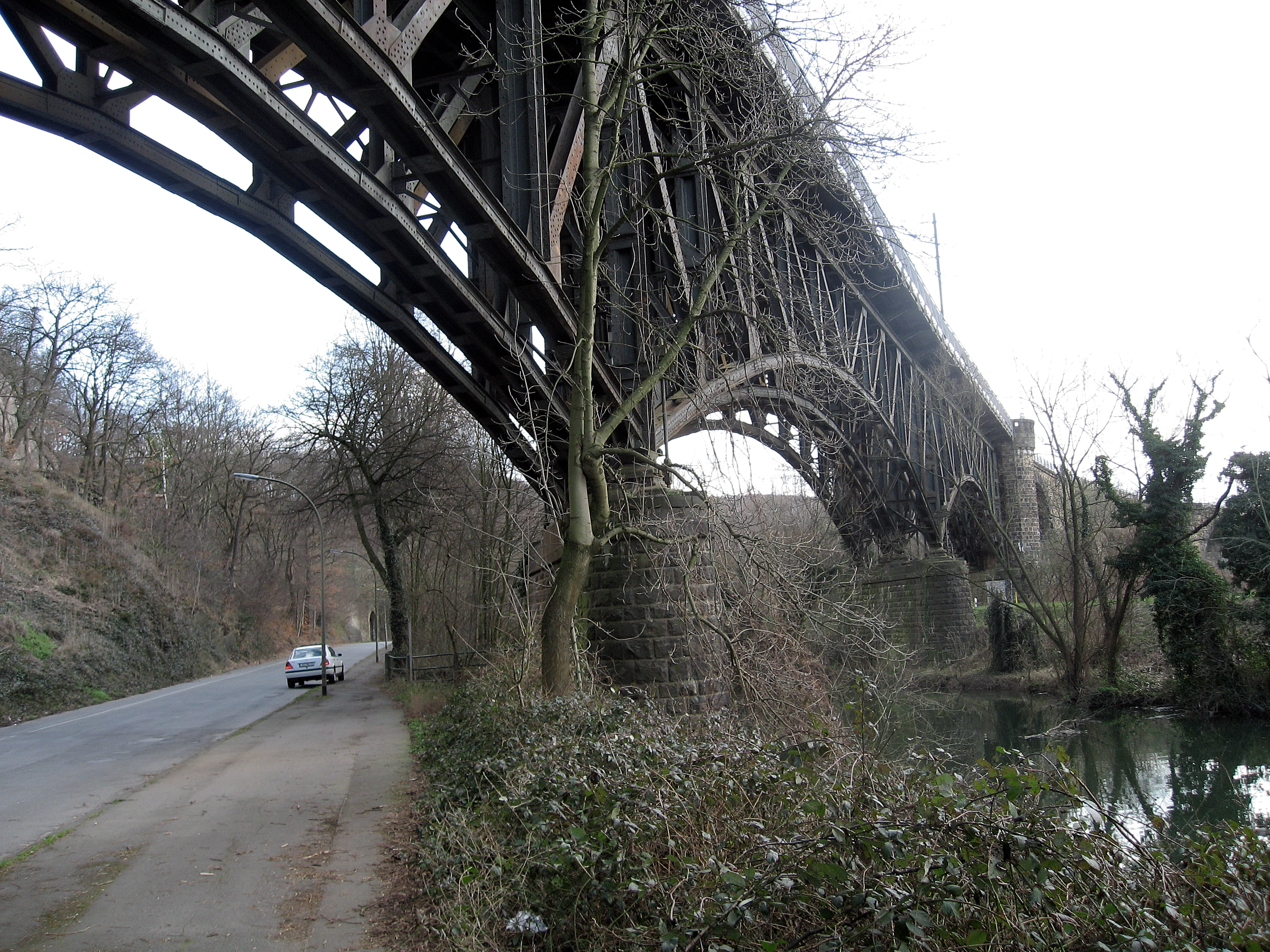
Stahlbögen im Bereich des Mühlengrabens
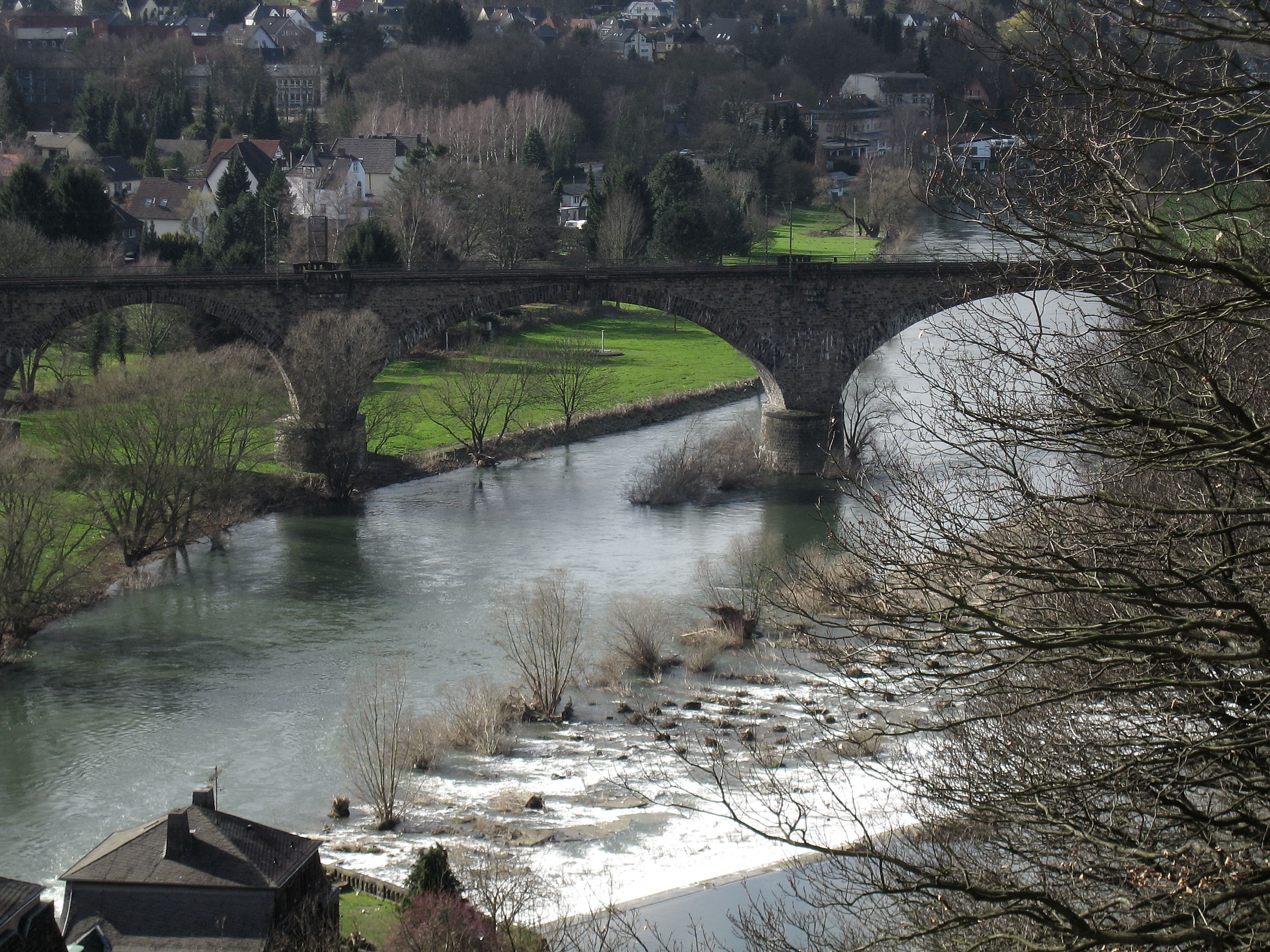
Bögen über der Ruhr